# Антимода

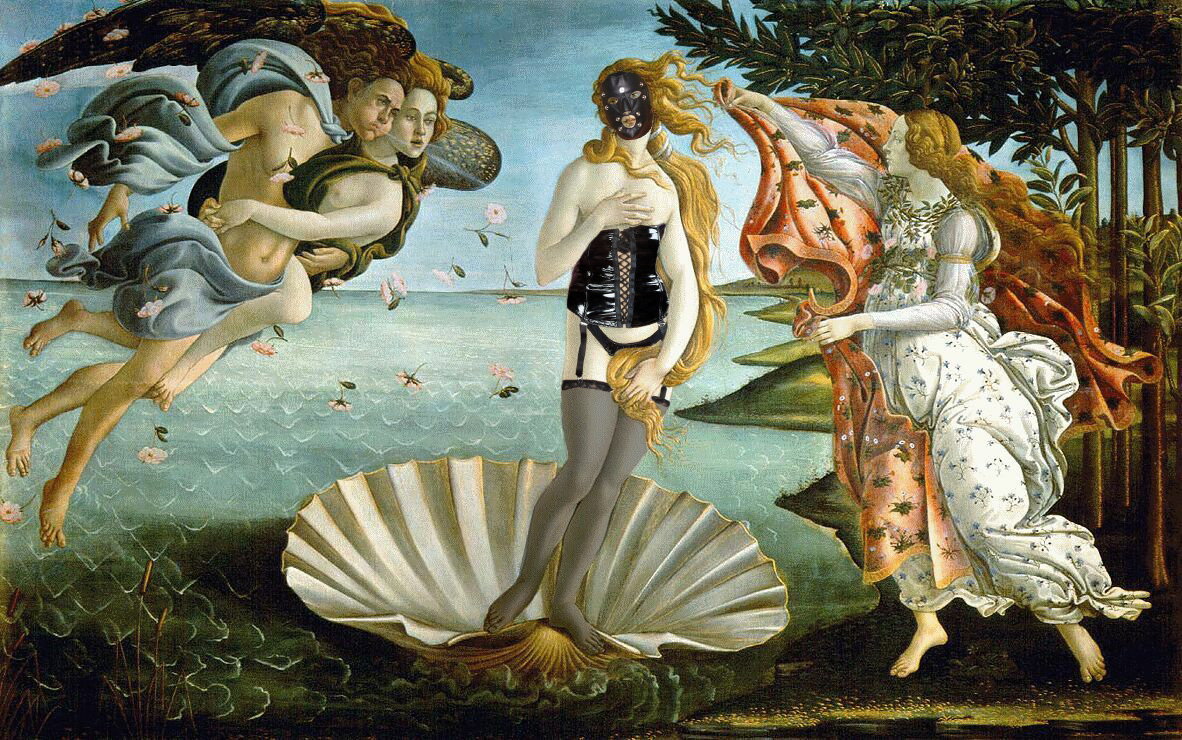
Рождение Венеры в костюме BDSM

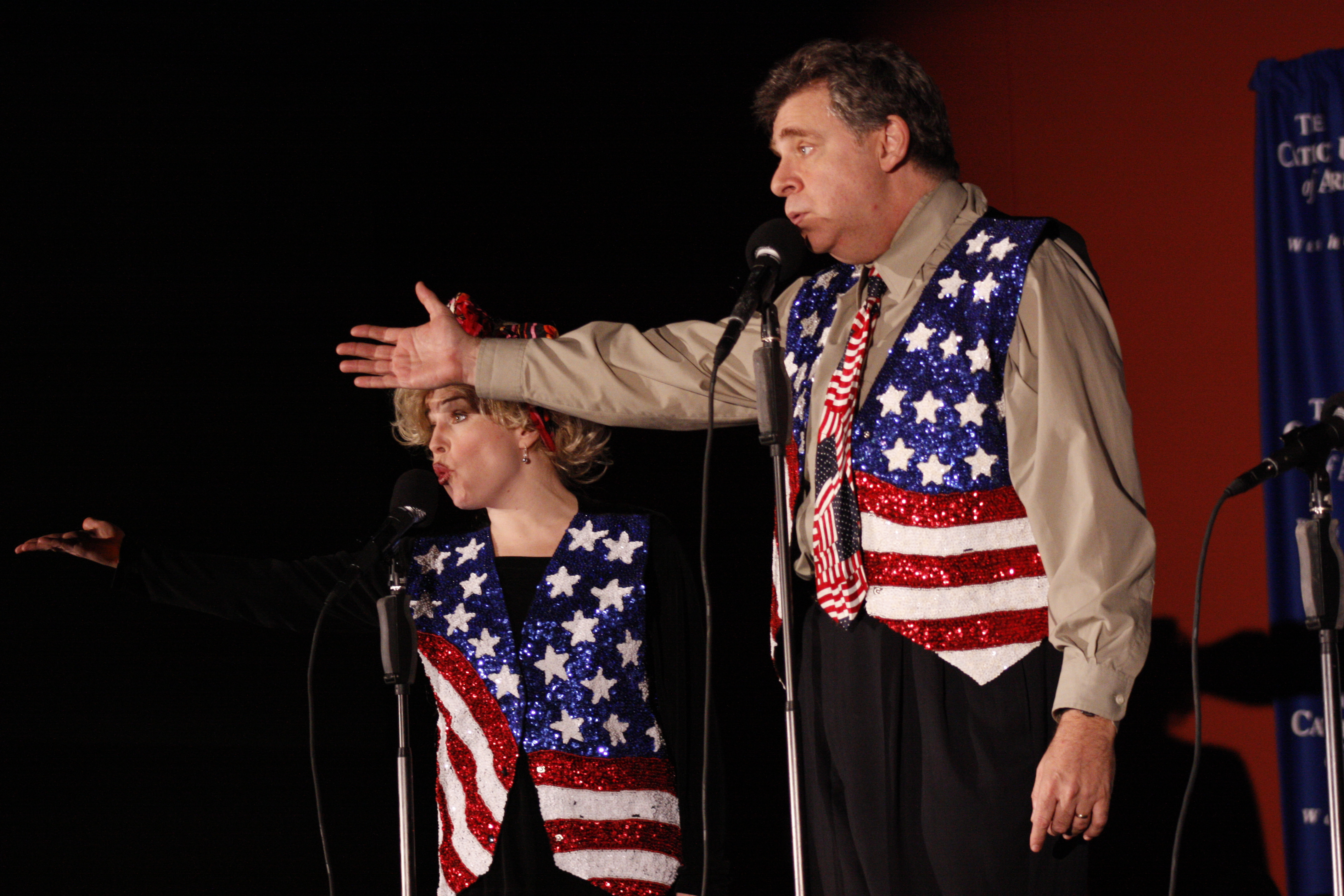
Группа политической сатиры Capitol Steps в концертных костюмах

Антимода (англ. anti-fashion; синоним — «антистиль») — социально-культурные явления, выражающие нарочито подчёркнутый протест моде, часто балансирующий на грани риска стать модой.

## История
Антимода проявлялась как протест против существующего социального порядка ещё в конце XVIII – начале XIX века. В период Великой французской революции уже отчётливо проявлялись движения антимоды: различные оппозиционные группы, например, санкюлоты, носили одежду, контрастировавшую с принятой в те времена во Франции. Причём в тот период такое поведение было свойственно людям не только молодого, но и более старшего возраста.
Однако уже начиная с двадцатого века движения антимоды стали более характерны для молодёжи. Разнообразие субкультур, особенно после 1950-х годов явилось настоящим торжеством протеста молодых людей против обезличивавшей моды индустриального общества. Однако, нараставшая массовость таких движений как рокеры, хиппи, панки и т.д. привела к тому, что стиль их одежды стал новой модой.
В контексте субкультур XXI века наиболее яркий пример «антимоды» — треш-мода (например, стиль одежды «бомж» с элементами рванины); в XX веке — движение хиппи, панк и гранж.
В контексте индустрии моды это один из приёмов продвижения неизвестного бренда: японский модельер Кэндзо Такада в своё время назвал «антимоду» философией своей коллекции.